# Хемалда (деревня)
Хемалда — деревня в Череповецком районе Вологодской области.
Входит в состав Ирдоматского сельского поселения, с точки зрения административно-территориального деления — в Ирдоматский сельсовет.
Расстояние по автодороге до районного центра Череповца — 9 км, до центра муниципального образования Ирдоматки — 2 км. Ближайшие населённые пункты — Ирдоматка, Ванеево, Хемалда.
По переписи 2002 года население — 25 человек (13 мужчин, 12 женщин). Преобладающая национальность — русские (96 %).